# Montevista
Montevista è una municipalità di quarta classe delle Filippine, situata nella Provincia di Davao de Oro, nella Regione del Davao.
Montevista è formata da 20 baranggay:
- Banagbanag
- Banglasan
- Bankerohan Norte
- Bankerohan Sur
- Camansi
- Camantangan
- Concepcion
- Dauman
- Canidkid
- Lebanon
- Linoan
- Mayaon
- New Calape
- New Cebulan (Sambayon)
- New Dalaguete
- New Visayas
- Prosperidad
- San Jose (Pob.)
- San Vicente
- Tapia